# 45. National Hockey League All-Star Game
Das 45. National Hockey League All-Star Game wurde am 22. Januar 1994 in New York ausgetragen. Das Spiel fand im Madison Square Garden, der Spielstätte des Gastgebers New York Rangers statt. Die All-Stars der NHL Eastern Conference schlugen die der NHL Western Conference knapp mit 9:8. Das Spiel sahen 18.200 Zuschauer. Mike Richter von den New York Rangers wurde zum MVP gekürt.

## Mannschaften
| #           | Land               | Spieler            | Pos.               | Team                |
| Torhüter    |                    |                    |                    |                     |
| 33          | Kanada             | Patrick Roy        | Patrick Roy        | Montréal Canadiens  |
| 34          | Vereinigte Staaten | John Vanbiesbrouck | John Vanbiesbrouck | Florida Panthers    |
| 35          | Vereinigte Staaten | Mike Richter       | Mike Richter       | New York Rangers    |
| Verteidiger |                    |                    |                    |                     |
| 2           | Vereinigte Staaten | Brian Leetch       | Brian Leetch       | New York Rangers    |
| 3           | Kanada             | Garry Galley       | Garry Galley       | Philadelphia Flyers |
| 4           | Kanada             | Scott Stevens      | Scott Stevens      | New Jersey Devils   |
| 34          | Vereinigte Staaten | Al Iafrate         | Al Iafrate         | Washington Capitals |
| 55          | Kanada             | Larry Murphy       | Larry Murphy       | Pittsburgh Penguins |
| 77          | Kanada             | Ray Bourque        | Ray Bourque        | Boston Bruins       |
| Angreifer   |                    |                    |                    |                     |
| 7           | Vereinigte Staaten | Joe Mullen         | RW                 | Pittsburgh Penguins |
| 8           | Kanada             | Mark Recchi        | RW                 | Philadelphia Flyers |
| 9           | Kanada             | Adam Graves        | LW                 | New York Rangers    |
| 10          | Kanada             | Geoff Sanderson    | LW                 | Hartford Whalers    |
| 11          | Kanada             | Mark Messier       | C                  | New York Rangers    |
| 12          | Kanada             | Adam Oates         | C                  | Boston Bruins       |
| 17          | Kanada             | Pierre Turgeon     | C                  | New York Islanders  |
| 18          | Kanada             | Joe Sakic          | C                  | Québec Nordiques    |
| 19          | Kanada             | Brian Bradley      | C                  | Tampa Bay Lightning |
| 20          | Russland           | Alexei Jaschin     | C                  | Ottawa Senators     |
| 22          | Vereinigte Staaten | Bob Kudelski       | RW                 | Florida Panthers    |
| 88          | Kanada             | Eric Lindros       | C                  | Philadelphia Flyers |
| 89          | Russland           | Alexander Mogilny  | RW                 | Buffalo Sabres      |

| #           | Land               | Spieler           | Pos.              | Team                    |
| Torhüter    |                    |                   |                   |                         |
| 29          | Kanada             | Félix Potvin      | Félix Potvin      | Toronto Maple Leafs     |
| 31          | Kanada             | Curtis Joseph     | Curtis Joseph     | St. Louis Blues         |
| 32          | Lettland           | Artūrs Irbe       | Artūrs Irbe       | San Jose Sharks         |
| Verteidiger |                    |                   |                   |                         |
| 2           | Kanada             | Al MacInnis       | Al MacInnis       | Calgary Flames          |
| 4           | Kanada             | Rob Blake         | Rob Blake         | Los Angeles Kings       |
| 5           | Russland           | Alexei Kassatonow | Alexei Kassatonow | Mighty Ducks of Anaheim |
| 6           | Lettland           | Sandis Ozoliņš    | Sandis Ozoliņš    | San Jose Sharks         |
| 7           | Vereinigte Staaten | Chris Chelios     | Chris Chelios     | Chicago Blackhawks      |
| 77          | Kanada             | Paul Coffey       | Paul Coffey       | Detroit Red Wings       |
| Angreifer   |                    |                   |                   |                         |
| 9           | Kanada             | Shayne Corson     | LW                | Edmonton Oilers         |
| 10          | Russland           | Pawel Bure        | RW                | Vancouver Canucks       |
| 13          | Finnland           | Teemu Selänne     | RW                | Winnipeg Jets           |
| 14          | Kanada             | Dave Andreychuk   | LW                | Toronto Maple Leafs     |
| 16          | Vereinigte Staaten | Brett Hull        | RW                | St. Louis Blues         |
| 18          | Kanada             | Dave Taylor       | RW                | Los Angeles Kings       |
| 19          | Kanada             | Brendan Shanahan  | LW                | St. Louis Blues         |
| 25          | Kanada             | Joe Nieuwendyk    | C                 | Calgary Flames          |
| 26          | Kanada             | Russ Courtnall    | LW                | Dallas Stars            |
| 27          | Vereinigte Staaten | Jeremy Roenick    | C                 | Chicago Blackhawks      |
| 91          | Russland           | Sergei Fjodorow   | C                 | Detroit Red Wings       |
| 93          | Kanada             | Doug Gilmour      | C                 | Toronto Maple Leafs     |
| 99          | Kanada             | Wayne Gretzky     | C                 | Los Angeles Kings       |

Schiedsrichter: Bill McCreary 

Linienrichter: Gord Broseker, Pat Dapuzzo 

Zuschauer: 18.200